# Walentowo (powiat lipnowski)
Walentowo – wieś w Polsce położona w województwie kujawsko-pomorskim, w powiecie lipnowskim, w gminie Kikół.

## Podział administracyjny
W latach 1975–1998 miejscowość administracyjnie należała do województwa włocławskiego.

## Demografia
Według Narodowego Spisu Powszechnego (III 2011 r.) wieś liczyła 309 mieszkańców. Jest siódmą co do wielkości miejscowością gminy Kikół.